# زنی پشت پنجره
زنی پشت پنجره (انگلیسی: The Woman in the Window) یک رمان مهیج تعلیق انگیز نوشتهٔ ای. جی. فین است که در سال ۲۰۱۸ منتشر شد و در لیست پرفروش‌ترین کتاب‌های سال قرار گرفت.